# Tijgerkoningsmakreel
De Tijgerkoningsmakreel (Scomberomorus semifasciatus) is een straalvinnige vis uit de familie van makrelen (Scombridae) en behoort derhalve tot de orde van baarsachtigen (Perciformes). De vis kan maximaal 120 cm lang en 10.000 gram zwaar worden.

## Leefomgeving
Scomberomorus semifasciatus komt in zeewater en brak water voor. De vis prefereert een tropisch klimaat en leeft hoofdzakelijk in de Grote Oceaan. De diepteverspreiding is 0 tot 100 m onder het wateroppervlak.

## Relatie tot de mens
Scomberomorus semifasciatus is voor de visserij van aanzienlijk commercieel belang. In de hengelsport wordt er weinig op de vis gejaagd.
Voor de mens is Scomberomorus semifasciatus potentieel gevaarlijk, omdat er vermeldingen van ciguatera-vergiftiging zijn geweest.